# (5193) Tanakawataru
(5193) Tanakawataru – planetoida z pasa głównego asteroid okrążająca Słońce w ciągu 5 lat i 245 dni w średniej odległości 3,18 j.a. Została odkryta 7 marca 1992 roku w Kushiro przez Seiji Uedę i Hiroshi Kanedę. Nazwa planetoidy pochodzi od Wataru Tanakiego (ur. 1939), profesora National Astronomical Observatory of Japan specjalizującego się w spektralnych badaniach planet i gwiazd. Przed nadaniem nazwy planetoida nosiła oznaczenie tymczasowe (5193) 1992 ET.